# 714 Ulula
714 Ulula
714 Ulula là một tiểu hành tinh ở vành đai chính, thuộc nhóm tiểu hành tinh Maria. Nó được J. Helffrich phát hiện ngày 18.5.1911 ở Heidelberg, và được đặt theo tên Ulula, tên khoa học của chim cú